# مبارك شاه
مبارك شاه أوزبك (بالفارسية:  مبارک شاه ) أو (براق خان) كان رئيس خانية جغتاي (1252-1260، مارس-سبتمبر 1266). كان ابن قره هولاكو وأورغنه خاتون من الإمبراطورية المغولية. كان أول خان خانية جغتاي يعتنق الإسلام. 
عند وفاة والده في عام 1252، خلفه مبارك شاه كخان لخانية جغتاي، حيث كانت والدته تعمل كوصي. ومع ذلك، في عام 1260، عين المدعي الخان العظيم أريك بوك حفيد جغتاي خان ألغو، وبحلول العام التالي كانت ألغو يسيطر على جزء كبير من الخانات. عندما ثار ألغو ضد أريك بوك في عام 1262، دعمته إرجين. بعد وفاة ألغو في 1266، قامت أورغنه بتتويج مبارك شاه كرئيس للخانية، دون إذن من الخان العظيم قوبلاي خان. لكن قوبلاي خان دعم باراق، حفيد جغتاي. حصل باراق على ولاء جيش مبارك شاه لكن سرعان ما تحرك ضده، ونفاه في ذلك العام. في وقت لاحق، دعم مبارك شاه كايدو ضد باراق في عام 1271، لكنه سرعان ما شعر بأنه مضطر للانشقاق لعدو آخر من كايدو، أباقا خان حاكم الدولة الإلخانية.
أباقا عينه رئيسا للقروناس. توفي أثناء خراب المناطق الجنوبية الشرقية الفارسية في عام 1276.
| سبقه: قاراهولاكو | خان خانية جغتاي (تحت وصاية إرجين) 1251/2 – 1260 | تولى بعده: ألغو |

| سبقه: ألغو | خان خانية جغتاي (الحكم الثاني) 1266 | تولى بعده: باراق |